# 豊竹英太夫
豊竹 英太夫（とよたけ はなふさだゆう）は、義太夫節の太夫。

## 初代
後の10代目豊竹若大夫。1901年（明治34年)3月から1920年（大正9年）1月の間名乗る。

## 2代目
不明

## 3代目
後の6代目豊竹呂太夫。1967年（昭和42年）から2017年（平成29年）3月の間名乗る。1967年（昭和42年）から2016年（平成28年）4月1日の間の表記は豊竹英大夫。